# 小巴加奇夫卡
47°59′56″N 30°30′39″E / 47.99889°N 30.51083°E
小巴加奇夫卡（烏克蘭語：Мала Багачівка），是烏克蘭的村落，位於該國南部尼古拉耶夫州，由克里韋奧澤羅區負責管轄，面積0.37平方公里，海拔高度155米，2001年人口14，人口密度每平方公里37.8人。